# Pando (árbol)
Pando, o el gigante temblón (en inglés: The Trembling Giant), es una colonia clonal surgida a partir de un único álamo temblón masculino (Populus tremuloides) localizada en el estado de Utah, en Estados Unidos.
A partir de marcadores genéticos se ha determinado que toda ella forma parte de un único organismo viviente con un sistema masivo de raíces bajo tierra. Se estima que la planta pesa de forma colectiva aproximadamente unas 6615 toneladas, lo que la convierte en el organismo viviente más pesado. El sistema radicular de Pando se considera entre los organismos vivientes más viejos del mundo, con una edad aproximada de 80 000 años, aunque el método utilizado para esta estimación (hecha cuando las condiciones climáticas eran menos propicias para la germinación) no encuentra fundamento en la evidencia actual de las condiciones de germinación.

## Nombre
El nombre de Pando fue elegido porque en latín una de las acepciones del verbo "pando, is» es extender, mientras que el sobrenombre de «el gigante temblón» puede atribuirse al nombre común álamo temblón, que reciben el Populus tremuloides y otras especies de álamo debido a la agitación que el viento produce en sus hojas.

## Historia

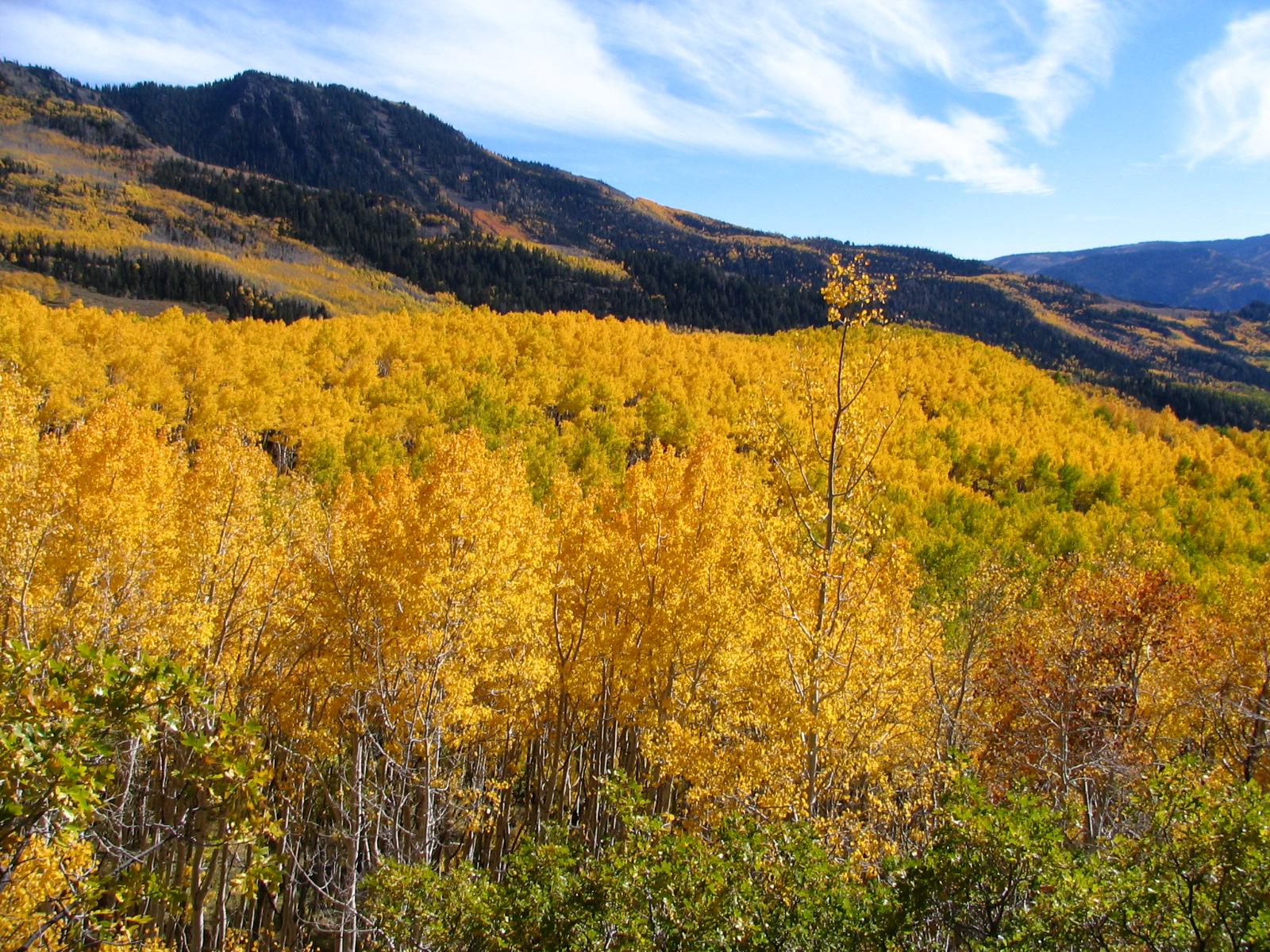
Una colonia de álamos en el bosque nacional Fishlake

Se cree que Pando creció en condiciones ideales: frecuentes incendios evitaron que su principal competidor, las coníferas, colonizasen el área; y los cambios climáticos, transitando de un patrón de ambiente mojado-húmedo a uno semiárido, detuvieron su expansión a través de semillas y la presencia competitiva de álamos jóvenes.
Durante los intensos incendios, el organismo sobrevivió a través de su sistema de raíces al crear nuevos tallos después de que los fuegos violentos se hubiesen extinguido. Si la edad postulada es correcta, el clima en el que Pando nació es remarcadamente diferente al de hoy en día. Su reproducción es asexual; y se multiplica por medio de estolones, brotes a partir de sus raíces que terminan por convertirse en tallos adultos. Se estima que hace aproximadamente 10.000 años que Pando tuvo su última floración, de acuerdo con un informe de la OCDE:

Los grupos clonales del P. tremuloides al este de Norteamérica son muy comunes, pero generalmente menores a una hectárea en tamaño, mientras que en áreas de los grupos de Utah se ha observado que llegan a una extensión de 80 hectáreas (Kemperman y Barnes). En el oeste semi-árido de los Estados Unidos algunos arguyen que su expansión a través de semilla no se ha producido desde la última glaciación, hace unos 10 000 años (Einspahr y Winton 1976, McDonough 1985). Ciertamente, algunos biólogos creen que los clones del oeste podrían ser tan viejos como un millón de años (Barnes 1966,1975). Se afirma que un clon nombrado como "Pando" (del latín, "(yo) esparzo") cubre 47 hectáreas, conteniendo más de 47 000 tallos y pesa más de 6 millones de kilogramos, haciéndolo el organismo más grande conocido (Grant et al. 1992, Milton y Grant 1996).
OCDE, Consensus Document on the Biology of Populus L. (Poplars)

Sin embargo, otros especialistas han observado que la floración y la germinación a gran escala se han producido frecuentemente en años de sequía durante la era moderna, invalidando el método de datación.
Pando fue descubierto por Burton Barnes, de la Universidad de Míchigan, en la década de 1970, y fue estudiado en detalle por Michael Grant, de la Universidad de Colorado en Boulder, en 1992.

## Tamaño y edad

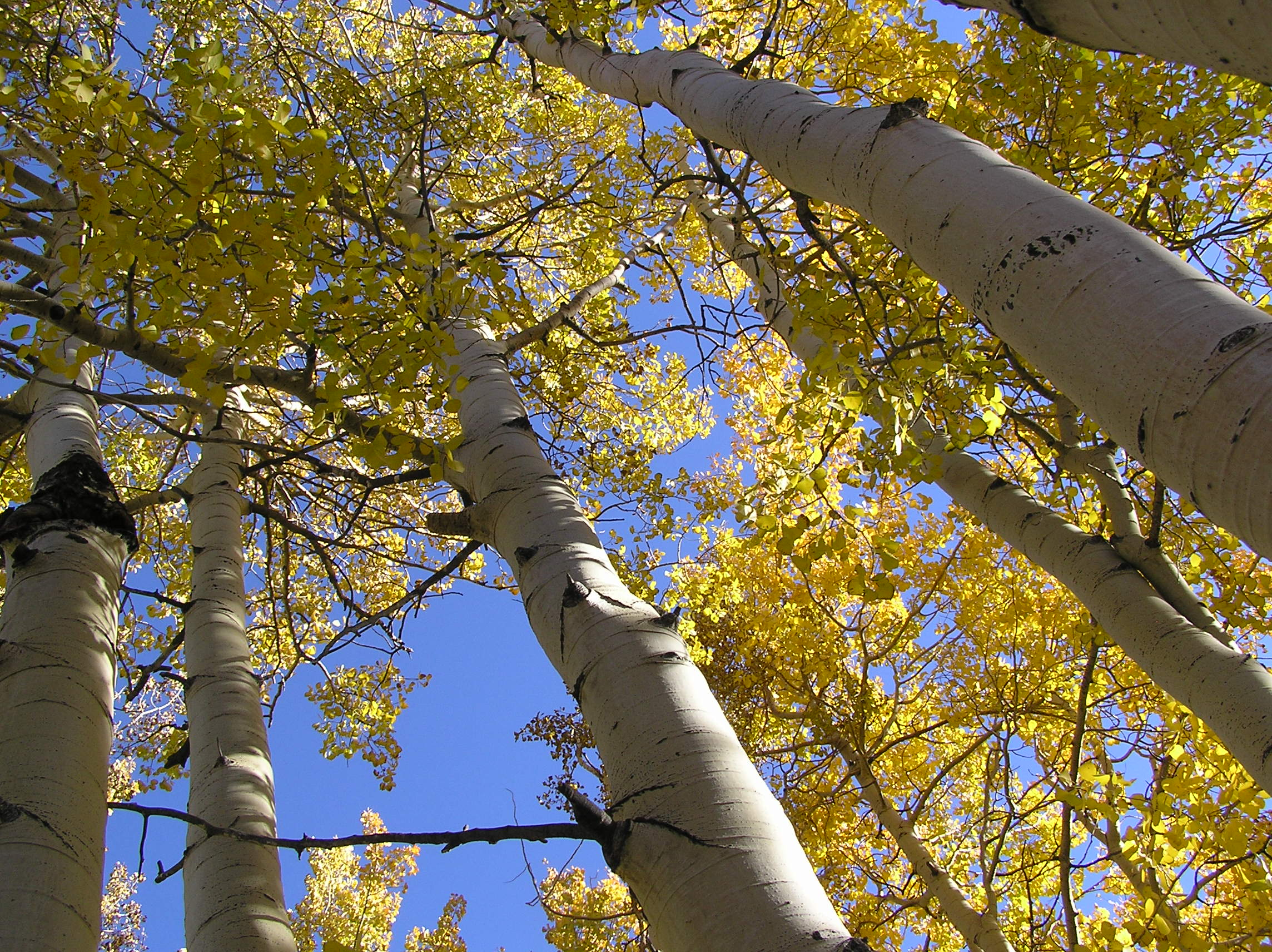
El tronco o tallo de un álamo temblón.

La colonia clonal comprende 43 hectáreas y tiene alrededor de 47 000 tallos, los cuales continuamente mueren y son renovados por sus raíces. Muchos de los tallos están conectados al sistema de raíces. La edad promedio de los troncos de Pando (técnicamente los tallos) es de 130 años, deducida a través de los anillos del árbol. Michael Grant dijo en BioScience:

...el álamo temblón se multiplica regularmente a través de un proceso llamado reproducción asexual. Un tallo individual puede generar raíces laterales siempre que se den las condiciones adecuadas, que a su vez pueden propiciar el crecimiento de tallos erguidos por encima de la tierra que aparecen como nuevos árboles individuales. El proceso se repite hasta que surge una gran cantidad de tallos con la aoariencia de árboles individuales. El conjunto de tallos múltiples es llamado ramete, y todo él forma una unidad genéticamente individual, usualmente denominada clon.

## Debate

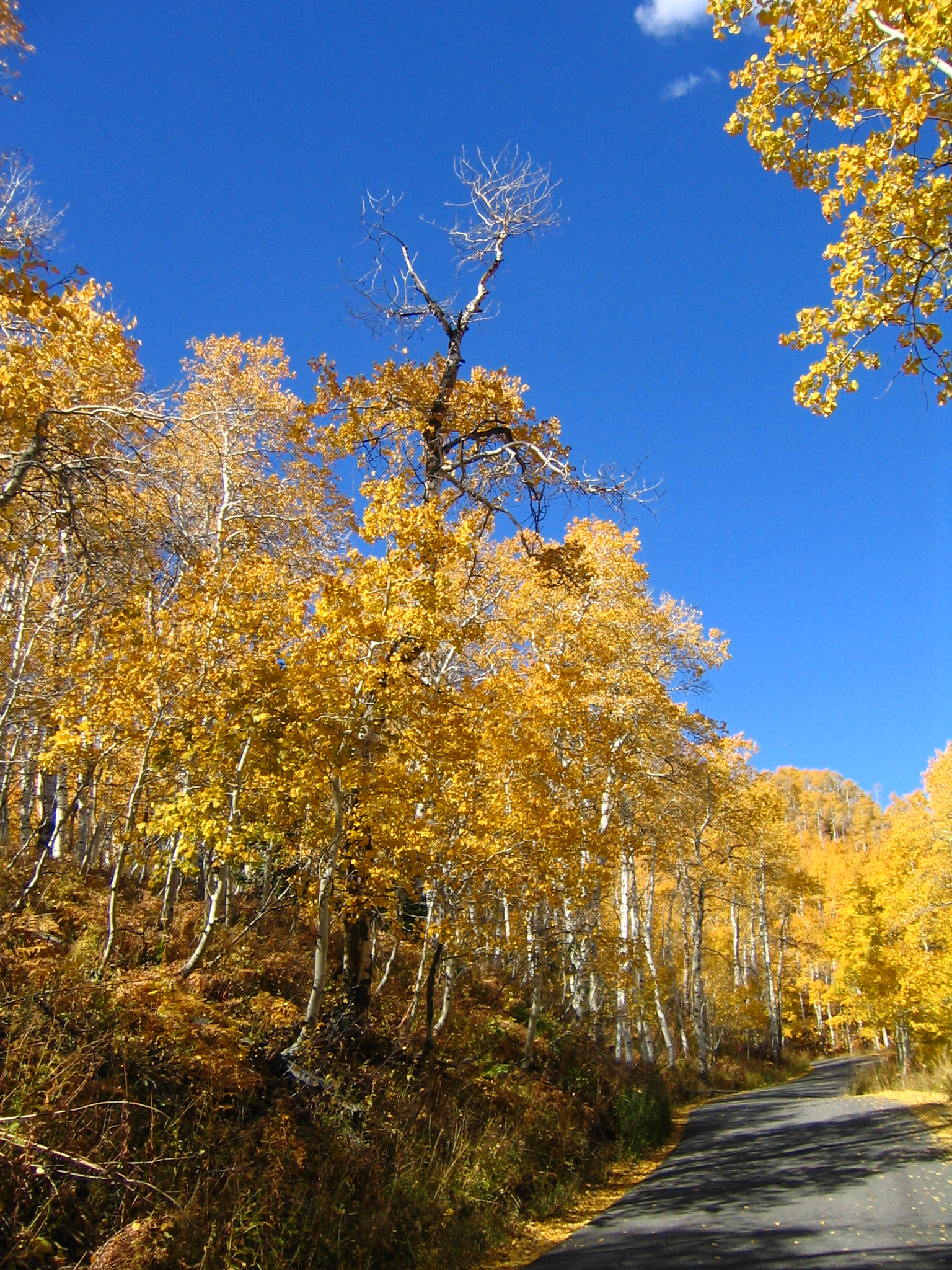
Álamo temblón en Utah.

Algunos expertos especulan que el reinado de Pando como el organismo viviente más pesado desde 1992 puede tener una vida corta. Algunos álamos temblones menos estudiados en Utah podrían tener 80 hectáreas de extensión y contar con un millón de años de antigüedad. Otras colonias enormes podrían existir en alguna otra parte. Una colonia clonal de al menos siete secuoyas podría pesar más, aunque dicho organismo todavía no se sabe si existe. Otros científicos piensan que porciones del sistema de raíces de Pando podrían estar muertas y haber dividido a la planta en grupos separados y, por lo tanto, ya no sería un organismo único, aunque los grupos colectivos posean el mismo tipo genético individual.
Expertos en árboles también hacen notar que la edad del organismo no puede ser determinada con el nivel de precisión logrado contando los anillos de los árboles (tallos); circunstancia relacionada con que algunos expertos afirmen que la edad de Pando es cercana a un millón de años. La designación de la edad actual de 80 000 años está basada en un conjunto complejo de factores (incluyendo la historia local del entorno), tales como: la evidencia que indica que hay nuevas apariciones de álamos temblones en la mayor parte del occidente de los Estados Unidos desde que un cambio climático ocurrido hace 10 000 años eliminó las condiciones favorables para la reproducción por semillas; la tasa de crecimiento (incluyendo las diferentes tasas en distintos climas), cuando se considera la historia climática local en la que los machos crecen más lentamente que las hembras; y que los álamos crecen más lentamente en alturas mayores (Pando se encuentra a 2697 metros/8848 pies sobre el nivel del mar); y su tamaño y código genético en comparación con las mutaciones halladas entre los álamos nacidos en la era moderna. Michael Grant asume esto como:

[...] A pesar de la viabilidad de enormes cosechas, estableciendo una siembra exitosa, ello aparenta ser un evento raro en el oeste semiárido. Pero el estableciemiento de nuevos árboles a partir de semillas parece ser común en los bosques húmedos de Nueva Inglaterra. El establecimiento de álamos temblones surgidos de semillas probablemente no ha ocurrido en el oeste de los Estados Unidos al menos en 10 000 años desde la última glaciación [...] El razonamiento detrás de las estimaciones actuales de las edades de los clones del álamo es que la reproducción sexual queda frustrada de manera efectiva por la rareza de la secuencia de estos eventos en los ambientes semiáridos. [...] Los altos niveles de variación genética y el exceso de heterocigotos que se encuentran en los álamos mismos ubicados en ambientes semiáridos [...] indica que la reproducción clónica es más común en ambientes áridos [...] Los heterocigotos frecuentemente exhiben una longevidad superior en bosques de árboles (a través de muchas especies) [...] La tasa de crecimiento del álamo decrece con la altitud, las pendientes, la edad del ramete y la exposición al viento [...] La tasa de crecimiento disminuye drásticamente con la elevación [...] Los investigadores reportan que el área de los clones femeninos era un 41 % mayor que la de los masculinos, el número de rametes femeninos es un 52 % mayor, y el área base de hembras era un 56 % mayor (en comparación a otros de su misma edad y entorno).
Michael Grant

Estas consideraciones sin embargo no están sustentadas por otras observaciones en la región, que muestran que el establecimiento de la aparición de nuevos clones es regular, y a menudo abundante, en lugares expuestos a incendios forestales. J. L. Howard (del Sistema de información sobre los efectos del fuego del Servicio Forestal de los EE. UU.) afirma:

Kay documentó la aparición de semilleros de álamos establecidos posteriormente a los incendios forestales ocurridos en los parques nacionales de Grand Teton y Yellowstone, respectivamente. Halló semilleros que estaban concentrados en hervideros y otras depresiones topográficas, filtraciones, manantiales, orillas de lagos y lechos de ríos. Unos cuantos semilleros fueron dispersados a través de las llamas. En el parque Nacional Grand Teton el establecimiento fue enorme (950-2700 semillas por hectárea) en 1989, un año húmedo, pero miles de millares de semilleros se establecieron cada año a pesar de las condiciones de sequía en 1990-1991. Los semilleros que sobrevivieron a la temporada anterior se localizaron casi exclusivamente en superficies severamente quemadas.
J. L. Howard

### Disputa por el título del más grande
Otras plantas para las que se reclama el título del más grande y viejo ser viviente de la Tierra son: las alfombrillas de hongos armillaria ostoyae, del este de Oregón; los antiguos arbustos creosote de los desiertos de Arizona y Chihuahua; y una colonia de posidonia oceánica cerca de la isla de Ibiza, en el mar Mediterráneo.

## Localización
Pando se encuentra cerca del lago Fish, en la meseta de Fish Lake, en el extremo oeste de la meseta del Colorado, en el centro-sur del estado de Utah.

## Repercusión cultural
- El servicio postal de los Estados Unidos publicó una estampilla de correos en conmemoración del álamo, llamándolo una de las cuarenta "Maravillas de Estados Unidos».